# Dương Kì phái

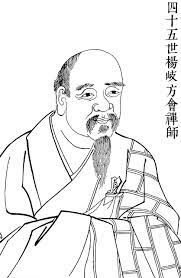
Dương Kỳ phương Hội - Tổ sáng lập phái Dương Kỳ.

Dương Kì phái (zh. yángqí-pài 楊岐派, ja. yōgi-ha) là một trong hai nhánh chính của tông Lâm Tế, thuộc Ngũ gia thất tông, do Thiền sư Dương Kì Phương Hội khai sáng. Rất nhiều vị Thiền sư danh tiếng ra đời từ nhánh này như Viên Ngộ Khắc Cần, Đại Huệ Tông Cảo, Vô Môn Huệ Khai, Trung Phong Minh Bản... Hầu hết tất cả các dòng truyền Lâm Tế còn tồn tại đến ngày nay ở các quốc gia như Trung Quốc, Nhật Bản, Triều Tiên, Việt Nam đều xuất phát từ nhánh này.

## Lịch sử
Tổ sáng lập của nhánh này là Thiền sư Dương Kỳ Phương Hội  (992-1049), thế hệ thứ 8 của tông Lâm Tế. Sau khi đắc pháp nơi Thiền sư Thạch Sương Sở Viên, Phương Hội đến trụ trì tại Dương Kì Sơn Phổ Thông Thiền Viện (zh. 楊岐山普通禪院) ở Viên Châu, Giang Tây và tận tâm đề xướng tông phong của mình, hình thành nên một phái gọi là phái Dương Kỳ.
Nói về pháp hệ của phái này, dưới Thiền sư Phương Hội có 13 đệ tử nối pháp, trong đó nổi danh nhất là Bạch Vân Thủ Đoan và Bảo Ninh Nhân Dũng. Bạch Vân Thủ Đoan truyền xuống pháp tử là Thiền sư Ngũ Tổ Pháp Diễn. Dưới Ngũ Tổ Pháp Diễn lại có ba đệ tử xuất sắc là Thanh Viễn Phật Nhãn, Huệ Cần Phật Giám và Viên Ngộ Phật Quả, được xưng là Tam Phật. Trong đó điển hình nhất vẫn là Viên Ngộ Khắc Cần - tác giả của tác phẩm Thiền trứ danh là Bích Nham Lục. Viên Ngộ đào tạo được 75 vị pháp tử, nổi bật nhất có Thiền sư Đại Huệ Tông Cảo và Hổ Khâu Thiệu Long, từ hai vị này đã sáng lập ra hai hệ phái chính của nhánh Dương Kỳ là:
1. Phái Đại Huệ: Do Thiền sư Đại Huệ Tông Cảo sáng lập. Đại Huệ cực lực hoằng dương pháp "Thiền công án", đệ tử nối pháp lên đến 90 người. Đương thời pháp "Thiền công án" của Đại Huệ và "Thiền mặc chiếu" của Thiền sư Hoằng Trí Chính Giác phát triển song song với nhau. Đệ tử nổi danh nhất của Đại Huệ là Chuyết Am Đức Quang, vị tổ sáng lập của Đạt Ma tông Nhật Bản là Đại Nhật Năng Nhẫn nhận ấn khả từ Đức Quang. Tác phẩm nổi tiếng của phái này thì có Nhân Thiên Nhãn Mục (6 tập, 1183) của Hối Nham Trí Chiếu - giúp làm rõ những nét đặc sắc của Ngũ gia, và Sắc Tu Bách Trượng Thanh Quy của Đông Dương Đức Huy. Phái này được truyền sang Nhật thông qua một số vị Thiền sư như Trung Nham Viên Nguyệt, Đông Truyền Chính Tổ.
2. Phái Hổ Khâu: Do Thiền sư Hổ Khâu Thiệu Long sáng lập. Ban đầu, phái này không phát triển lắm. Nhưng đến đời của pháp tôn Hổ Khâu Thiệu Long là Mật Am Hàm Kiệt thì tông phong bắt đầu mạnh lên. Mật Am có ba đệ tử nổi danh là Tào Nguyên Đạo Sinh, Tùng Nguyên Sùng Nhạc và Phá Am Tổ Tiên hình thành nên ba môn phái. Các thế hệ đời sau của ba vị này đã có công phát triển tông Lâm Tế tại Trung Quốc (Vô Chuẩn Sư Phạm, Trung Phong Minh Bản, Mật Vân Viên Ngộ...) và truyền bá tông Lâm Tế sang Nhật Bản (Lan Khê Đạo Long, Vô Học Tổ Nguyên...), Triều Tiên (Thái Cổ Phổ Ngu, Bạch Vân Cảnh Nhàn) và Việt Nam (Chuyết Chuyết, Nguyên Thiều, Minh Hoằng Tử Dung).[2][3]

Từ giữa đời Tống trở về sau, thế lực của phái Dương Kỳ và phái Hoàng Long bành trướng rất mạnh. Cách nói "Ngũ gia thất tông" đủ cho thấy được việc hai phái này đã trưởng thành và có sức đối đầu được với "Ngũ gia". Có điều hai phái này lúc thì hưng thịnh, lúc lại suy vi.
Khi Thiền tông đang trên đường tàn lụi vào cuối đời nhà Tống thì phái Dương Kì trở thành nơi thu thập các nét đặc sắc của những tông phái Thiền tông bị thất truyền như Quy Ngưỡng tông, Pháp Nhãn tông, Vân Môn tông và phái Hoàng Long. Sau khi tư tưởng của Thiền tông bị pha trộn với Tịnh Độ tông dưới đời nhà Minh thì Thiền tông hiểu theo dạng gốc là thuần túy, nguyên thủy đã không còn tồn tại trên đất Trung Hoa.
Tại Nhật Bản, 20 trong 24 phái chính của Thiền tông nước này thuộc phái Dương Kỳ.

## Đặc trưng
Kế thừa cơ phong giáo hoá của các vị tổ tông Lâm Tế đi trước như Lâm Tế Nghĩa Huyền, Phần Dương Thiện Chiếu, Thạch Sương Sở Viên..., các Thiền sư của phái Dương Kỳ rất hay sử dụng  đánh hét để giáo hoá đệ tử. Đặc biệt, dưới sự nỗ lực truyền bá của Thiền sư Đại Huệ Tông Cảo, phương pháp "Thiền công án" được sử dụng rộng rãi trong tông Lâm Tế và trở thành một nét đặc trưng riêng của tông này, được coi là phương tiện cơ bản để giúp cho Thiền sinh đạt được giác ngộ.